# 이능화
이능화(李能和, 조선 고종(高宗) 6년(1869년 ~ 1943년 4월 12일)는 한국의 역사학자·민속학자이다. 자는 자현(子賢), 호는 간정(侃亭)·상현(尙玄)·무능거사(無能居士)이다.

## 생애
충청북도 괴산(槐山) 출신이다. 본관은 전주로 정종(定宗)의 넷째 아들인 선성군(宣城君)의 후손이며, 홍문관 교리와 이조참의, 군국기무처 회의원을 지낸 이원긍(李源兢, 1849~1919)의 아들이다.
어려서 동네 서당에서 한학을 배웠다. 고향에서 그의 별명은 이탈망(李脫網)이었는데, 평소 망건을 쓰지 않고 다녔기 때문에 붙은 별명이었다.
21세 되던 고종 26년(1889년)에 상경, 정동 영어학당에 입학하여 2년 동안 배웠으며, 1894년에는 한성한어(중국어)학교를 졸업하였고, 이듬해인 1895년에 관립 법어(프랑스어)학교에 입학하여, 졸업 전인 1897년에는 한성외국어학교의 교관과 학감이 되어, 조선인으로는 최초로 프랑스어를 가르쳤으며(~1911), 1905년부터 1906년까지 사립 일어야학사(日語夜學舍)를 졸업하는 등 한성외국어학교의 교관으로 재직하는 와중에도 외국어를 익히는 등 영·불·중·일어에 능통하였다. 1906년 10월에는 한성법어학교의 교장이 되었고, 의정부의 특명으로 일본으로 건너가 여러 관청을 시찰하고 돌아온 뒤 1907년 7월에는 국문 연구소에 위원으로 참여하였다.
한일합방(1910년) 이후부터, 이능화는 조선의 종교와 민족문화, 사회 사정에 관한 연구를 시작하였다. 1912년에는 사립 능인보통학교를 세워 교장으로 있었고, 1914년에는 불교진흥회의 간사와 불교진흥회의 기관지인 『불교진흥회월보』의 편집 및 발행인을 거쳐 1917년에는 이사가 되었다.
1922년에는 조선총독부가 조직한 조선사편찬위원회(후에 조선사 편수회로 변경)의 위원으로 재직하면서 15년간 《조선사》 편찬에 참여하였고, 수집된 자료로 한국의 종교와 민속을 연구하였다. 1930년에는 일본 학자들이 주도하는 청구학회의 평의원이 되었다. 1931년에는 계명구락부를 설립하여 민족 계몽 운동을 전개하였고 중앙불교전문학교(현재의 동국대학교)에서 강사로 있었다.

## 평가
이능화는 한국의 종교, 또는 한국의 여성사라는 독특한 주제를 본격적인 학문의 대상으로 삼은 최초의 사람이었다. 그는 조선에 신교와 불교, 유교, 도교, 기독교라는 다섯 가지의 종교전통이 있다고 보았다. 개항기 이후에 발생한 종교적 상황의 변화에 상응해 '종교'를 바라보는 새로운 '관점'을 모색하면서, 당대의 종교적 상황을 '종교들의 공존'과 '종교영역과 사회(정치)영역의 분리현상'으로 인식하였다. 이러한 인식에 상응하여 이능화는 종교에 대한 1) 비교종교학적 관점과 2) 한국종교(사회)사학적 관점이라는 두 가지의 관점을 제시하였다. 유교적 남존여비 사회에서 소외되어 있던 여성의 삶에도 관심을 기울여, 한국여성사 전반을 정리한 조선여속고와 기생의 역사를 집중 거론한 조선해어화사를 남긴 것도 그의 업적으로 꼽힌다.
그러나 이능화의 저술은 대부분 국문이 아닌 한문으로 되어 있으며, 관련 사료를 여기저기서 발췌하여 정리한 부분이 많아 '연구'라기보다는 '자료모음집' 성격이 강하다. 그리고 이능화의 조선 민속과 역사에 대한 연구는 일본 식민통치를 보다 원활히 하기 위한 일제 총독부의 조선 탐구와 분석의 일환으로서 행해진 사업이었다는 지적이 있으며, 이능화 자신은 조선사 편수회의 일원으로서 조선사의 편찬에도 관여하였으며, 일본 학자들이 주도한 식민사학의 청구학회 평의원을 지내고 1940년에는 친일단체인 국민총력조선연맹의 문화부 문화위원을 맡은 행적이 확인되어, 2002년 발표된 친일파 708인 명단에 포함되었고, 2008년 민족문제연구소가 정리한 친일인명사전 수록예정자 1차 명단에도 교육/학술 부문에 선정되었다. 친일반민족행위진상규명위원회가 발표한 친일반민족행위 705인 명단에도 포함되었다.

## 저서
- 《백교회통》 (1912) - 한국의 여러 종교를 비교하였다.
  - 운주사, 1992
- 《조선불교통사》(1918)
  - 혜안, 2003
- 《조선해어화사》(1926)
  - 동문선, 1992
- 《조선여속고》(1927) - 총 26장의 한문체로, 한국 여성 문화의 단편적인 내용이 주를 이룬다.
  - 민속원, 1992
  - 동문선, 2009
- 《조선기독교급외교사》(1928)
- 《조선무속고》(동양서원, 1929)
  - 이재곤(옮김), 백록출판사, 1976
  - 이재곤(옮김), 동문선, 2002
  - 서영대(옮김), 창비, 2008
- 《조선신사지(朝鮮神事志)》(1929)
  - 이재곤(옮김), 동문선, 2007
- 《춘몽록》(문화서림, 1929)
- 《조선도교사》 - 사후인 1959년 출간되었다. 순한문으로 100여 종의 문헌을 인용하였다. 도교에 관한 자료를 모아 놓았다.
  - 이종은(옮김), 보성문화사, 2000
- 《질병사연구》

## 참고 문헌
- 반민족문제연구소 (1993년 3월 1일). 〈이능화 : 민족사 왜곡과 식민사학 확립의 주도자 (이이화)〉. 《친일파 99인 2》. 서울: 돌베개. 978-89-7199-012-4.
- 이종은 역주 (2000년 2월 25일). 〈해설〉. 《조선도교사》. 서울: 보성문화사.
- 한동완 (2006). 《국문연구의정안》. 서울: 신구문화사. ISBN 8976681266.